# MAKING THE ROAD
『MAKING THE ROAD』（メイキング・ザ・ロード）は、日本のパンク・ロックバンド、Hi-STANDARDが1999年にリリースしたアルバム。
日本国外を含めて100万枚以上の売上を記録した。

## 収録曲
1. Turning Back　
作曲・編曲：Hi-STANDARD
2. Standing Still　
作詞：難波章浩, 横山健 / 作曲・編曲：Hi-STANDARD
3. Teenagers Are All Assholes　
作詞：難波章浩, 横山健 / 作曲・編曲：Hi-STANDARD
4. Just Rock　
作詞：難波章浩, 横山健 / 作曲・編曲：Hi-STANDARD
5. Dear My Friend　
作詞：難波章浩, 横山健 / 作曲・編曲：Hi-STANDARD
6. Stay Gold　
作詞：難波章浩, 横山健 / 作曲・編曲：Hi-STANDARD
7. No Heroes　
作詞：難波章浩, 横山健 / 作曲・編曲：Hi-STANDARD
8. Glory　
作詞：難波章浩, 横山健 / 作曲・編曲：Hi-STANDARD
9. Please Please Please　
作詞：難波章浩, 横山健 / 作曲・編曲：Hi-STANDARD
10. Green Acres　
作詞：難波章浩, 横山健, MIZZY VIC / 作曲：MIZZY VIC / 編曲：Hi-STANDARD
アメリカで1960年代に放送されていたテレビ番組『農園天国（英語版）』のテーマ曲のカヴァー
11. Changes　
作詞・作曲：BUTLER TERRENCE, IOMMI F FRANK / 編曲：Hi-STANDARD
BLACK SABBATHのカヴァー
12. Making The Road Blues
作詞：難波章浩, 横山健 / 作曲・編曲：Hi-STANDARD
13. Tinkerbell Hates Goatees　
作曲・編曲：Hi-STANDARD, 大久保諭
14. Lift Me Up Don't Bring Me Down　
作詞：難波章浩, 横山健 / 作曲・編曲：Hi-STANDARD  
1997年に発売されたWIZOとのスプリットとは別テイク
15. Pentax　
作詞：難波章浩, 横山健 / 作曲・編曲：Hi-STANDARD
16. Nothing　
作詞：難波章浩, 横山健 / 作曲・編曲：Hi-STANDARD
17. Mosh Under The Rainbow　
作詞：難波章浩, 横山健 / 作曲・編曲：Hi-STANDARD
18. Starry Night　
作詞：難波章浩, 横山健 / 作曲・編曲：Hi-STANDARD
19. Brand New Sunset　
作詞：難波章浩, 横山健 / 作曲・編曲：Hi-STANDARD
20. Sexy Girlfriend
表記がないシークレットトラック

## 演奏
- 宮川弾：Strings Arrangement
- 岡村美央：1st Violin
- 下川美帆：2nd Violin
- 栗山幸子：Viola
- 橋本歩：Cello
- 西内徹：Flute
- 及川浩志：Percussions
- 堀江博久：Keyboards
- 田上修太郎 (Scafull King)：Trumpet
- 栗本亮 (Scafull King)：Trombone
- 後藤正成 (Scafull King)：Sax
- ブライアン・バートン・ルイス：Good English
- ダンカン・レッドモンズ (Snuff)：Go
- Chubby：Wife Vocal
- LOW IQ 01 (Super Stupid)：Doo-Wap
- Kazunori Komi (Abnormals)：Doo-Wap
- Yukimitsu Kobayashi (Lo-Lite):Doo-Wap
- 大高ジャッキー (Super Stupid)：Big Chorus
- Shige Wada (Wrench)：Big Chorus
- Kazuki Sano (Lo-Lite, Ropes)：Big Chorus